# Marly, Fribourg
Marly är en ort och kommun i distriktet Sarine i kantonen Fribourg, Schweiz. Kommunen har 9 069 invånare (2023).